# È tempo di uccidere detective Treck
(Dorinda)
È tempo di uccidere detective Treck (Truck Turner) è un film del 1974, diretto da Jonathan Kaplan.
Esso è uno dei capisaldi del genere della blaxploitation, esploso proprio all'inizio degli anni settanta con Coffy e portato all'apice lo stesso anno da Foxy Brown. Il film è interpretato da Isaac Hayes, che ha anche composto la colonna sonora del film.

## Trama
Truck Turner (Isaac Hayes) è un giocatore di football professionista che diviene un mercenario, insieme a Jerry (Alan Weeks), in cerca di un magnaccia di Los Angeles. Dopo un tragico sbaglio, Turner entra nel mirino di un killer navigato, che tenterà di ucciderlo.

## Collegamenti ad altre pellicole
- In Kill Bill: Volume 1 è possibile ascoltare un pezzo della colonna sonora di È tempo di uccidere detective Treck nella scena in cui la Sposa esce con la sedia a rotelle dall'ospedale dov'era ricoverata.

## Slogan promozionali
- «Nero, calvo e sanguinario: questo sì che è un uomo!».